# Kelly Ayotte
Kelly Ann Ayotte (Nashua (New Hampshire), 27 juni 1968) is een Amerikaanse politica van de Republikeinse Partij. Sinds januari 2025 is zij de gouverneur van de Amerikaanse staat New Hampshire. Eerder was ze al senator (2011–2017) en procureur-generaal (2004–2009) van diezelfde staat.
In 2023 kondigde Ayotte aan zich verkiesbaar te stellen voor de gouverneursverkiezingen van 2024 in New Hampshire. Na het winnen van de Republikeinse voorverkiezingen nam ze het in november 2024 op tegen de Democratische kandidaat Joyce Craig. Met ruim 53% van de stemmen werd Ayotte verkozen tot gouverneur van New Hampshire. Op 9 januari 2025 werd ze als zodanig beëdigd.